# Joe DeLamielleure
Joseph Michael DeLamielleure (Detroit, Míchigan, 16 de marzo de 1951), más conocido como Joe DeLamielleure, es un exjugador profesional estadounidense de fútbol americano que se desempeñó en la posición de guard en la National Football League (NFL). Es miembro del Salón de la Fama del Fútbol Americano Profesional.

## Carrera
DeLamielleure jugó como profesional siete temporadas en Buffalo Bills (1973-1979), después pasó a Cleveland Browns (1980-1984), luego regresó a Buffalo Bills (1985), posteriormente se unió a Charlotte Rage, donde jugó una temporada (1992), y fue el equipo en el que se retiró.

## Reconocimiento
El 3 de agosto de 2003, ingresó como miembro al Salón de la Fama del Fútbol Americano Profesional.